# Colby (Kansas)
Colby – miasto w Stanach Zjednoczonych, w stanie Kansas, siedziba administracyjna hrabstwa Thomas.